# Dina (postać biblijna)
Dina (hebr. דִּינָה) – postać biblijna występująca w Księdze Rodzaju (Rdz 34). Córka Jakuba i Lei.
Księga Rodzaju wspomina o Dinie przy okazji incydentu, do jakiego doszło w mieście Sychem. Jakub przybył do Sychem z zamiarem osiedlenia się. Pewnego dnia jego córka Dina wybrała się do miasta. Została tam porwana i zgwałcona przez syna tamtejszego władcy Chamora, który nosił imię Sychem (tak jak miasto). Chamor przybył do Jakuba i jego synów z przeprosinami. Tłumaczył, że jego syn zakochał się w Dinie i prosi o jej rękę. Obiecał zapłacić rekompensatę. Oprócz tego zaprosił rodzinę Jakuba, by osiedliła się w jego ziemi i by jego synowie wzięli sobie za żony mieszkanki Sychem. Synowie Jakuba Symeon i Lewi oświadczyli wówczas obłudnie, że wyrażają zgodę, ale by tak się stało, mężczyźni mieszkający w Sychem muszą się obrzezać. Chamor przystał na to. Gdy na trzeci dzień po obrzezaniu mężczyźni z Sychem „doznawali wielkiego bólu”, Symeon i Lewi zdradziecko wdarli się do bezbronnego miasta, mordując wszystkich mężczyzn, a kobiety i dzieci uprowadzając w niewolę. Równocześnie złupili miasto ze wszelkich bogactw. Jakub, dowiedziawszy się o dokonanej zbrodni, rzekł do synów: „Sprowadziliście na mnie nieszczęście, bo przez was będą mnie mieć w nienawiści mieszkańcy tego kraju, Kananejczycy i Peryzzyci […] jeżeli oni wystąpią razem przeciwko mnie, poniosę porażkę - zginę ja i cała moja rodzina”. Synowie odpowiedzieli: „Czyż [mieliśmy pozwolić na to, by] się obchodzono z naszą siostrą jak z nierządnicą?”.
Według Encyklopedii Biblijnej opowiadanie to odzwierciedlać może próby ustalenia przez Izraelitów właściwych granic społecznych, w obrębie których można zawierać małżeństwa.